# Slaget vid Artemision
Sjöslaget vid Artemision ägde, enligt traditionen, rum samma dag som slaget vid Thermopyle, den 11 augusti 480 f.Kr., men det exakta datumet kan ha varit några dagar innan eller efter detta (Prentice, 13). Det utkämpades mellan en allians av grekiska stadsstater och Persiska riket.

## Bakgrund
Den grekiska styrkan bestod, enligt Herodotos, av 127 triremmer från Aten och Plataiai, 20 från Aten och Chalkis, 40 från Korinth, 20 från Megara, 18 från Egina, 12 från Sikyon, 10 från Sparta, 8 från Epidairos, 7 från Eretria, 5 från Troizen, 2 från Styra och 2 från Keos. Det fanns också 9 andra fartyg (pentekontrar, femtioårade fartyg). För att bevara styrkans enighet lät atenarna, som var de mest erfarna bland grekerna då det gällde sjömilitära ärenden, flottan ledas av Eurybiades från Sparta. Den grekiska flottan planerade att möta perserna vid Artemision i Euboia och hade troligen planerat att strida omkring samma dag som slaget vid Thermopyle.

## Slaget
Perserna stötte först på grekerna vid Thessaliens kust, vid Afetai, nära Thermopyle, då den atenske befälhavaren Themistokles sökte fördröja perserna medan man evakuerade ön Euboia. Perserna sände 200 fartyg runt södra Euboia, i hopp om att fånga grekerna i kanalen, men en persisk avhoppare varnade grekerna om denna plan. En grekisk avdelning hade skickats ut att möta dem, så perserna sände i sin tur ytterligare några fartyg för att fånga denna. De grekiska triremmerna omringade dessa fartyg och lyckades, trots att de var numerärt underlägsna, besegra dem med sina bogrammar och tog trettio persiska fartyg. Den persiska flottan drog sig tillbaka för natten och alla de 200 persiska fartygen, som fortfarande var på väg runt Euboia, förstördes i en plötslig våldsam storm samma natt. Nästa dag anlände ytterligare 53 atenska fartyg och i en grekisk räd förstördes några persiska spaningsfartyg.
Följande dag (11 augusti om man ska tro traditionen om att de båda slagen utkämpades samma dag), seglade perserna mot den grekiska flottan och bildade en halvcirkel i ett försök att fånga grekerna vid Artemision. Här var storleken på persernas flotta emot dem, då de inte kunde manövrera i sundet och en oroportionerligt stor del av flottan blev förstörd av grekerna. Fem grekiska fartyg blev erövrade av den egyptiska kontingenten, medan atenaren Kleinias, far till Alkibiades, ensam sänkte ett stort antal persiska fartyg. Den grekiska flottan led dock också stora förluster; enligt Herodotos blev omkring hälften av den grekiska flottan förstörd eller skadad så illa, att den inte gick att reparera.

## Efterspel
De två sidorna drog sig än en gång tillbaka och grekerna fick höra talas om Leonidas nederlag vid Thermopyle. Demoraliserade av sina egna förluster i slaget och landarméns reträtt började grekerna retirera från Artemision och begav sig söderut, utmed Euboias kust. Under denna reträtt lämnade Themistokles meddelanden till de joniska kontingenterna i den persiska flottan, i vilka han uppmanade dem att hoppa av till sina grekiska bröder. Under tiden plundrade perserna Artemision. Atenarna under Themistokles begav sig till ön Salamis, dit Atens invånare hade flytt efter att Xerxes I hade erövrat deras stad, efter hans seger vid Thermopyle. Themistokles ledde sedan flottan i slaget vid Salamis månaden därpå.